# Itame quadrilinearia
Itame quadrilinearia är en fjärilsart som beskrevs av Alpheus Spring Packard 1876. Itame quadrilinearia ingår i släktet Itame och familjen mätare. Inga underarter finns listade i Catalogue of Life.